# Francisco Aznar Pueyo
Francisco Aznar Pueyo (Panticosa, Província d'Osca, 29 de maig de 1821 - Tortosa, Baix Ebre, 29 de juny de 1893), va ser un bisbe.
Havia estudiat Gramàtica i Humanitats als Escolapis de Jaca. Va estudiar també a la Universitat Sertoriana i Seminari d'Osca, on es va llicenciar en Filosofia i Teologia, i també a la Universitat de Saragossa, on es va doctorar en les mateixes matèries. A totes dues universitats exercí com a professor de Teologia. Concretament, a la de Saragossa ho fou a partir del 14 de març de 1846.
Entre 1854 i 1862 fou rector de l'església col·legial de Tamarit de Llitera, on va conèixer al també tamarità Constantí Bonet i Zanuy, que primer, com a bisbe de Girona, el 1862 el va nomenar Secretari de Càmara i posteriorment ardiaca. Posteriorment, quan Bonet va ser nomenat arquebisbe de Tarragona el 1875, Aznar Pueyo va amb ell, mantenint el càrrec de secretari, per a posteriorment esdevenir també canonge de la catedral metropolitana.
Va ser designat com a bisbe de Tortosa el 31 de desembre de 1878, rebent-ne la preconització el 28 de febrer de 1879. Va ser ordenat bisbe el 6 de juliol de 1879, en una cerimònia consagrada pel llavors arquebisbe de Tarragona Benet Vilamitjana i Vila, amb l'ajuda dels consagradors Tomàs Costa i Fornaguera, bisbe de Lleida, i Ramón Fernández y Lafita, bisbe de Jaca. Va prendre possessió del càrrec el 13 de juliol de 1879, fent entrada a la ciutat el dia 19 del mateix mes. Durant el seu episcopat va tenir lloc el 1887 l'assemblea general dels Cercles Catòlics, així com la pelegrinació a Roma per a visitar el sepulcre de sant Lluís.
Va morir a les sis del matí del 29 de juny de 1893, i fou enterrat a la capella de sant Pere de la catedral de Tortosa.